# 頓齊夫卡
49°35′27″N 39°16′14″E / 49.59083°N 39.27056°E
頓齊夫卡（烏克蘭語：Донцівка）是位於烏克蘭東部的村莊，由盧甘斯克州舊比利斯克區的新普斯科夫市鎮負責管轄。該村始建於1809年，面積13.4平方公里，海拔高度86米，2001年人口1,428，人口密度每平方公里107人。